# Franz Josef Lerzer
Franz Josef Lerzer (* 2. August 1954) ist ein ehemaliger deutscher Politiker.
Lerzer wurde als Sohn eines Gredinger Bauunternehmers Matthias Lerzer geboren. Er legte 1975 das Abitur am Gymnasium Neuburg ab und absolvierte dann bis 1977 eine Maurerlehre. Anschließend arbeitete er am Landratsamt Roth als Bau- und Wirtschaftsreferent. 1981 heiratete er und wurde Vater von zwei Söhnen. 1990 wurde er in den Stadtrat von Greding gewählt. 1996 und 2002 gewann er die Wahl zum Bürgermeister der Stadt Greding.
Im Oktober 2007 wurden Unregelmäßigkeiten in der Gredinger Stadtkasse entdeckt. Am 22. Oktober wurde die Stadtverwaltung informiert, am 23. Oktober der Fall an die Rechtsaufsicht im Landratsamt gemeldet und am 30. Oktober erklärte sich Lerzer dort. Anfang November 2007 wurde über die Presse bekannt, dass Lerzer das Vermögen der Sozialstation Greding eV veruntreut hatte. Diese Beträge wurden später zurückgezahlt. Darüber hinaus wurden aus der Stadtkasse Rechnungen im Wert von 10.000 Euro bezahlt. Daraufhin meldete sich Lerzer bis Ende Dezember krank. Nach Bürgerprotesten verzichtete er auf die weitere Ausübung des Amtes. Im Januar 2008 wurde er als Vorsitzender des Krankenpflegevereins Greding entlassen. Am 20. Januar 2008 wurde er von der Landesanwaltschaft Bayern vorläufig des Dienstes enthoben.
Lerzer wurde im November 2008 vom Amtsgericht Schwabach wegen Untreue in 30 Fällen im Gesamtwert von rund 14.000 Euro zu einer Bewährungsstrafe von 11 Monaten und 5000 Euro Geldstrafe verurteilt. Im Oktober 2009 erkannte das Verwaltungsgericht Ansbach ihm seine Pension ab, da sie die Grenze von 5000 Euro überschritt. Nach einem Berufungsverfahren im Juli 2011 vor dem Bayerischen Verwaltungsgerichtshof verlor er einen Pensionsanspruch.
Im Februar 2015 urteilte ein Gericht, dass Lerzer die zwischen der Abwahl 2008 und der rechtskräftigen Aberkennung der Pensionsansprüche im Juli 2011 erhaltene Pension behalten darf.
Der Fall Lerzer wurde im Schwarzbuch 2008 des Bundes der Steuerzahler Deutschland erwähnt.